# 144303 Міреллабрескі
144303 Міреллабрескі (144303 Mirellabreschi) — астероїд головного поясу, відкритий 16 лютого 2004 року.
Тіссеранів параметр щодо Юпітера — 3,381.